# Hamont-Achel
Hamont-Achel (limburgisch Haëmet-Achel) ist eine belgische Kleinstadt in die Kempen im Norden der Provinz Limburg mit 14.507 Einwohnern (Stand 1. Januar 2024). Die Einwohner haben 73 verschiedene Nationalitäten (Stand. 1. Januar 2024). Sie liegt unmittelbar an der Grenze zu den Niederlanden und besteht aus den beiden Ortsteilen Achel und Hamont, die sich 1977 zu der heutigen Stadt zusammengeschlossen haben.
Eindhoven liegt 20 Kilometer nördlich, Hasselt 36 Kilometer südlich, Maastricht 45 Kilometer südsüdöstlich und Brüssel ca. 90 Kilometer südwestlich. Die nächsten Autobahnabfahrten befinden sich bei Budel und Maarheeze an der niederländischen Autobahn A2/E 25. Seit 2014 verfügt Hamont-Achel über einen eigenen Bahnhof an der Bahnstrecke Rheydt – Antwerpen.
Der Flughafen von Eindhoven und Maastricht Aachen Airport sind die nächsten Regionalflughäfen und nahe Brüssel gibt es einen internationalen Flughafen.

## Bilder

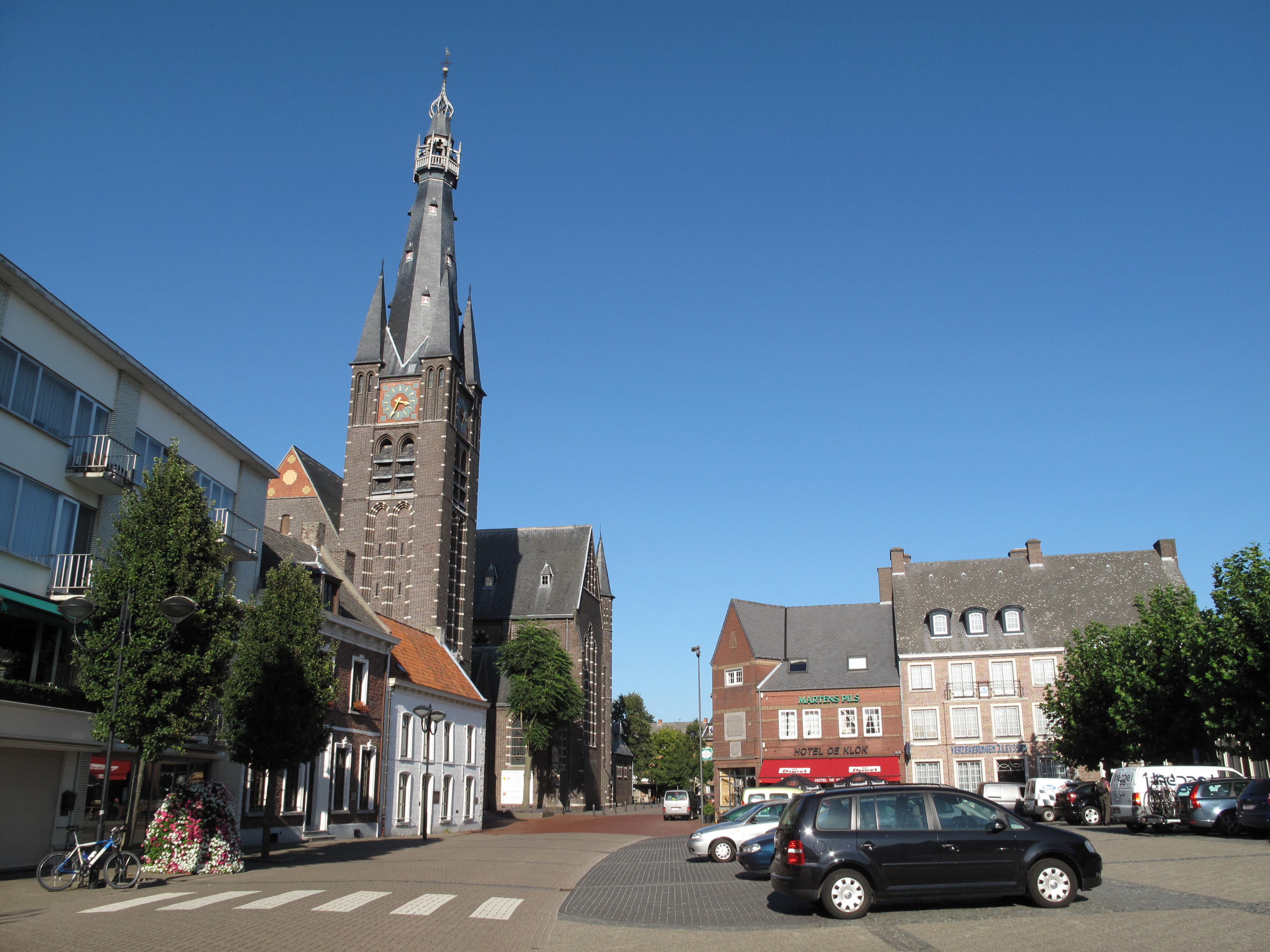
Hamont, Kirche: de Sint Laurentiuskerk
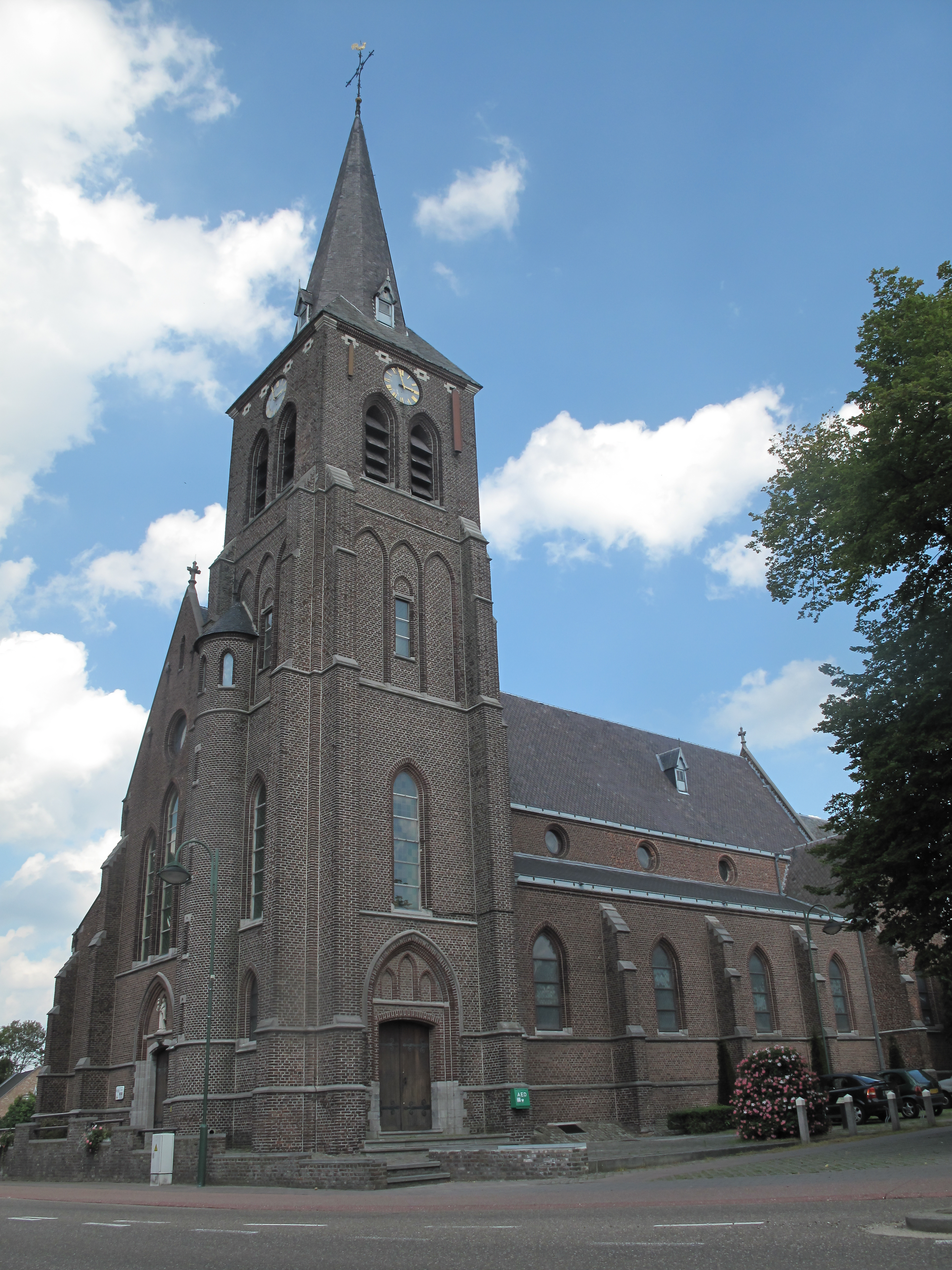
Achel, Kirche: de Sint-Monulphus en Gondulphuskerk

## Geschichte
Am 18. November 1918 explodierten im Ort zwei Munitionszüge. Die Explosionen trafen auch drei Ambulanzzüge, welche deutsche Soldaten von der Front des Ersten Weltkrieges zurückführten. Zudem wurden Teile von Hamont zerstört. Die Katastrophe forderte über 1000 Todesopfer.

## Persönlichkeiten
- Kamiel Bonneu (* 1999), Radrennfahrer